# Mikstat
Mikstat (germană Mixstadt) este un oraș în Polonia. În 2015 avea 1881 de locuitori.